# Мейв, Джон
Джон Мейв (англ. John Mawe) — британский минералог, известный практическими разработками в этой области.
Мейв родился в Дерби в 1764 году. Его мать умерла, когда ему было 10 лет, и его растила вторая жена отца, Фрэнсис (урождённая Бейгтон, Francis Beigton). В ранние годы он около 15 лет провёл в море, в 1790 году стал капитаном торгового судна Трент (Trent), ведшего торговлю с Санкт-Петербургом.
В 1793 году Мейв поступил в ученичество к дербскому каменщику Ричарду Брауну (Richard Brown, 1736—1816), и женился на его дочери Саре 1 ноября 1794 года. «Браун и Мейв» стало именем бизнеса по перепродажам рядом с Ковент Гарден (Covent Garden) в 1797 году; дельцы продавали объекты, созданные из дербиширского мрамора на фабрике в Дерби. Мейв был менеджером этого бизнеса, основанного в 1794 году. Геологические диаграммы дербиширского среза, сделанные из дербиширских минералов, хранящиеся в Музее и художественной галерее Дерби, ранее считались сделанными Уайтом Уотсоном, но сейчас принято считать, что часть из них реально была сделана Брауном и Мейвом.
В конце века Джон Мейв совершил путешествие по большинству шахт Англии и Шотландии, коллекционируя минералы для кабинета короля Испании. В 1800 году он стал владельцем магазина королевских музеев в Матлок Бате, из-за которого ему пришлось вступить в спор с Томасом Пирсоном насчёт близлежащих шахт.

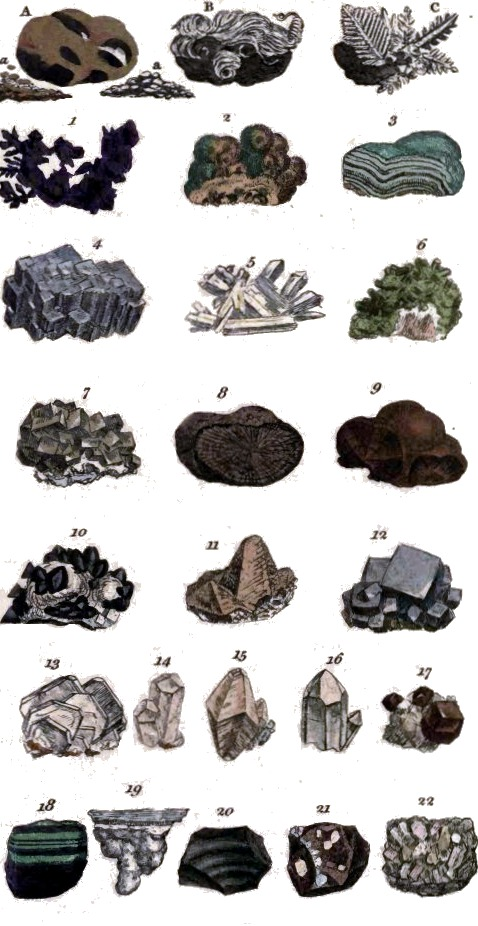
Иллюстрации к третьему изданию 1821 года Familiar Lessons on Mineralogy and Geology

В августе 1804 года он начал «путешествие о коммерческом эксперименте» в Рио-де-ла-Плата, оплачиваемое португальским регентом. Его целью было оценить стоимость золотодобывающей и алмазной промышленности, которые могли бы оздоровить экономику Бразилии. Мейв достиг Кадиса когда началась война между Англией и Испанией, и он был заблокирован в городе, где заболел и чуть не умер. В марте 1805 года он уплыл из Кадиса в Монтевидео, где по прибытии был заключён в тюрьму как английский шпион. Его вскоре выкупили на свободу, но был интернирован вплоть до захвата Монтевидео Уильямом Бересфордом в 1806 году. Он сопровождал экспедицию Джона Уайтлока в Буэнос-Айрес, и по возвращении в Монтевидео купил шхуну и отплыл в Бразилию, заходя в различные порты по пути, включая остров святой Катарины. В Бразилии он был хорошо принят принцем-регентом, давшим ему разрешение на посещение алмазных копей Минас Герас и других в 1809-10 годах, и также дал ему доступ к государственным архивам.
Мейв вернулся в Лондон в 1811 году и открыл магазин в Странде, рядом с Сомерсет Хаус, став хорошо известным минералогом-практиком. В 1813 он был избран в Королевское геологическое общество Корнуолла, и в 1817 получил диплом Минералогического общества Йены .
У Джона и Сары Мейвов было два ребёнка, дочь и сын. Сын, Джон Сейнт Мейв (John Saint Mawe, 1797—1820), умер в 22 года; желанием Сары было быть похороненным рядом с ним. Их дочь вышла замуж за Энтони Тиссингтона Татлоу (Anthony Tissington Tatlow, 1789—1828), ставшим партнёром Мейва в отношении магазина в Челтенхэме в 1816 году.
Мейв умер в Лондоне 26 октября 1829 года. Памятная доска размещена в церкви Кастлетона. Его дело продолжил Джеймс Теннант, в сотрудничестве со вдовой Мейва, до 1840 года. У Сары Мейв был титул «минералогиста Его Величества» до выхода на пенсию.

## Работы
Основная работа Мейва посвящены его путешествию в Южную Америку: Travels in the Interior of Brazil, London, 1812; Philadelphia, 1816; 2nd edition, 1823.
Также он написал:
1. The Mineralogy of Derbyshire, 1802.
2. A Treatise on Diamonds and Precious Stones, 1813; 2nd ed. 1823.
3. A Catalogue of Minerals, 1815.
4. A Descriptive Catalogue of Minerals, 1816; 4th edit. 1821; reissued in 1823.
5. Familiar Lessons on Mineralogy and Geology, 1819; 10th edit. 1828.
6. Amateur Lapidary’s Guide, 3rd edit. 1823; 1827.
7. Instructions for the use of the Blow-pipe and Chemical Tests, 4th edit. 1825.
8. The Voyager’s Companion or Shell-Collector’s Pilot, 1821; 4th edit. 1825.
9. The Linnæan System of Conchology, 1823.

Он редактировал второе издание Wodarch’s Introduction to Conchology, 1822, и написал записку The Occurrence of Diamonds, &c., in Brazil для журнала Людвига Вильгельма Гилберта Annalen der Physik lix. (1818), кроме On the Tourmaline and Apatite of Devonshire для Quart. Journ. of Science, iv. (1818). Рукопись On a Gold Mine in South America хранится в библиотеке Геологического общества Лондона.
Многие публикации Мейва иллюстрированы работами Джеймса Совербая и его сыновей.